# Ambystoma

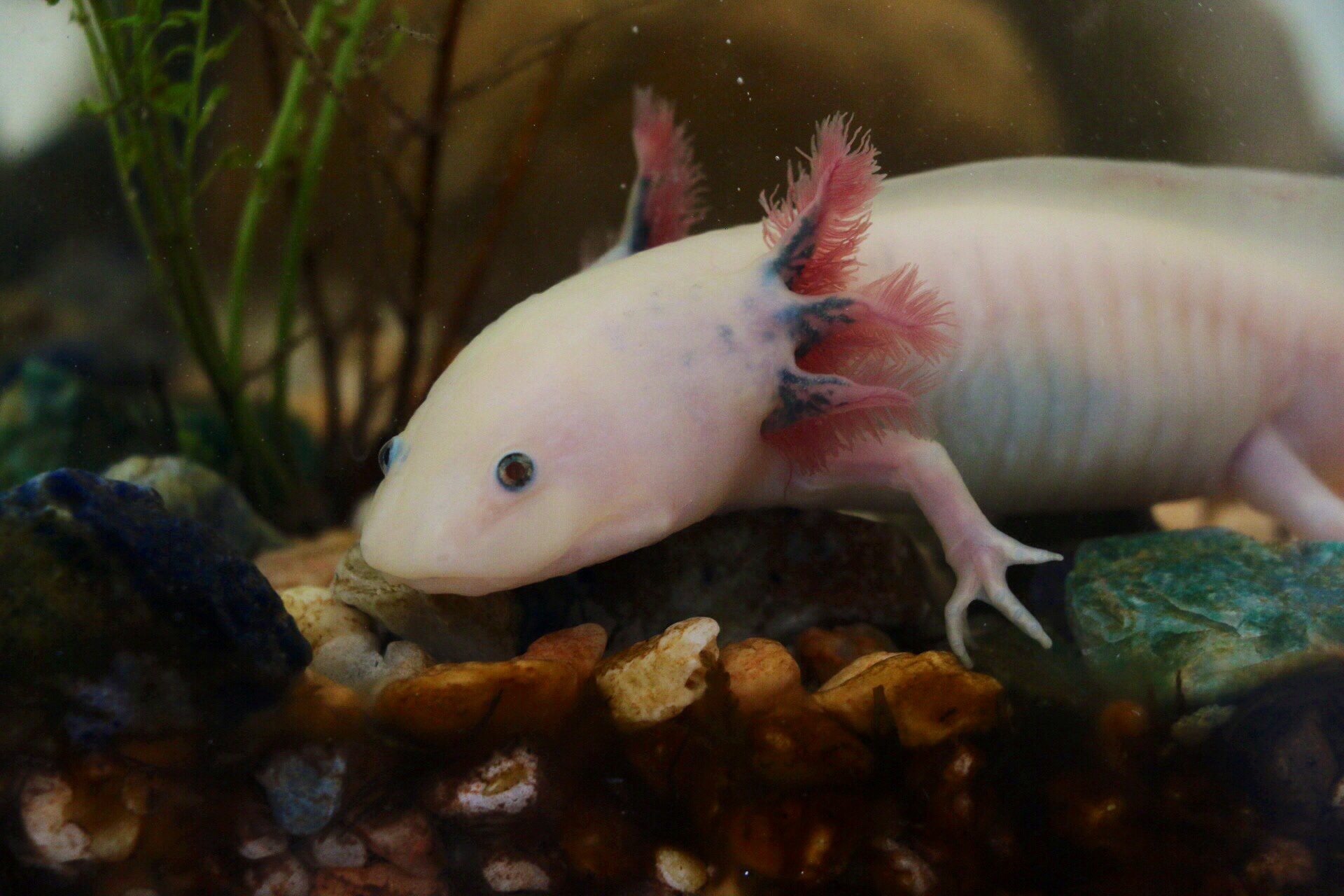
Axolotl (Ambystoma mexicanum)

Ambystoma is een geslacht van salamanders uit de familie van de molsalamanders (Ambystomatidae).

## Naamgeving
De salamanders worden wel aangeduid met molsalamanders, net als de familie waartoe ze behoren. De groep werd voor het eerst wetenschappelijke beschreven door Johann Jakob von Tschudi in 1838. Oorspronkelijk werd de naam Axolotus gebruikt, ook is de groep beschreven onder namen Philhydrus en Siredon. De wetenschappelijke naam Ambystoma is afgeleid van de Oudgriekse woorden ἀμβλύς, amblus (stomp) en στόμα, stoma (opening).

## Uiterlijke kenmerken
De verschillende soorten worden ongeveer tien tot dertig centimeter lang en hebben een donkere lichaamskleur met lichtere vlekken of strepen. Het lichaam is vaak worstvormig, met een dorsaal afgeplatte kop en een zijdelings afgeplatte staart.

## Levenswijze
Alle soorten zijn terrestrisch en leven op de bodem. De larven kunnen zich soms ontwikkelen tot volwassen exemplaren zonder een echte gedaanteverwisseling of metamorfose. De bekendste soort is de axolotl (Ambystoma mexicanum), die meestal in de larvale vorm blijft.

## Verspreidingsgebied en habitat
Er zijn 33 soorten die voorkomen in Noord-Amerika: Canada, de Verenigde Staten en Mexico. Alle soorten groeien op in het water maar leven eenmaal volwassen op het land.

## Soorten
Sommige soorten werden lange tijd als ondersoort beschouwd van andere soorten. Voorbeelden zijn de soorten geelgeblokte tijgersalamander (Ambystoma mavortium) en de Mexicaanse tijgersalamander (Ambystoma velasci), die lange tijd gezien werden als ondersoorten van de tijgersalamander (Ambystoma tigrinum)
- Ambystoma altamirani
- Ambystoma amblycephalum
- Ambystoma andersoni
- Ambystoma annulatum – Geringde salamander
- Ambystoma barbouri
- Ambystoma bishopi
- Ambystoma bombypellum
- Ambystoma californiense
- Ambystoma cingulatum – Netsalamander
- Ambystoma dumerilii
- Ambystoma flavipiperatum
- Ambystoma gracile
- Ambystoma granulosum
- Ambystoma jeffersonianum – Jeffersons salamander
- Ambystoma laterale – Blauwgevlekte salamander
- Ambystoma leorae
- Ambystoma lermaense
- Ambystoma mabeei
- Ambystoma macrodactylum – Langteensalamander
- Ambystoma maculatum – Gevlekte salamander
- Ambystoma mavortium – Geelgeblokte tijgersalamander
- Ambystoma mexicanum – Axolotl
- Ambystoma opacum – Gemarmerde salamander
- Ambystoma ordinarium
- Ambystoma rivulare
- Ambystoma rosaceum – Chihuahuasalamander
- Ambystoma silvense
- Ambystoma subsalsum – Brakwatersalamander
- Ambystoma talpoideum – Molsalamander
- Ambystoma taylori
- Ambystoma texanum – Kleinbeksalamander
- Ambystoma tigrinum – Tijgersalamander
- Ambystoma velasci – Mexicaanse tijgersalamander